# Ритбергер
Ритбергерът е елемент от спорта фигурно пързаляне. Това представлява скок, който започва и завършва на задната външна дъга на същия крак.

## Наименование
В Европа е популярен и с името „Ритбергер“, в чест на немския фигурист, изпълнил го първи – Вернер Ритбергер.

## Изпълнение
При този скок не се използват зъбците на кънката и при приземяването не се сменя кракът, с който се отскача. Скокът се извършва със специфична кръстосана позиция на краката при отскока.

## История
На турнира в Монреал 2016 CS Autumn Classic International Юдзуру Ханю изпълнява успешно четворен ритбергер, като това е първият сполучлив четворен скок в историята на фигурното пързаляне. 